# 수에즈 (2008년 설립된 기업)
수에즈 SA(Suez SA, 이전 명칭: 수에즈 앙비론망, Suez Environnement)는 프랑스에 본사를 둔 공익사업 기업으로, 주로 물 관리 및 폐기물 관리 분야에서 사업을 운영한다. 본사는 파리 라데팡스에 위치해 있다. 2015년에 그룹의 모든 브랜드가 SUEZ로 변경되었다.

## 역사
이전에 수에즈의 운영 부문이었던 이 회사는 2008년 7월 22일 GDF 수에즈(현재 엔지)를 형성하기 위한 합병의 일환으로 독립적인 법인으로 분사되었다. 엔지는 이 회사의 최대 주주로 35%의 지분을 유지했다. 주식 시장에서 수에즈 앙비론망의 주식은 첫날 40%의 가치 상승을 기록했다.
2014년 4월, 수에즈 앙비론망은 인도에서 6,100만 유로 상당의 3건의 주요 수처리 계약을 체결했다. 2015년 7월, GDF-수에즈 그룹이 엔지로 이름을 바꾸면서 수에즈라는 이름을 다시 사용할 수 있게 되자 수에즈 앙비론망 그룹은 이름을 수에즈로 간소화했다. 2015년 9월, 수에즈는 호주에서 수처리 및 폐기물 관리를 제공하기 위한 공동 합작 투자 회사에서 셈코프의 40% 지분을 인수했다.
2017년 10월 1일, 수에즈는 GE 파워로부터 워터 & 프로세스 기술 부문을 34억 달러에 인수하여 수에즈 워터 기술 & 솔루션이라는 새로운 사업부를 설립했다. 수에즈 주식은 파리와 브뤼셀의 유로넥스트 거래소에 상장되어 있다.
2019년 5월 14일, 베르트랑 카뮈가 수에즈의 최고경영자로 임명되었다.
2022년 2월 1일, 수에즈는 주주 컨소시엄에 의해 인수되고 사브리나 수상이 새로운 CEO로 임명되면서 역사에 새로운 장을 열었다.
8월 1일부로 사브리나 수상이 수에즈의 회장 겸 CEO로 임명되었다.

## 재무 결과
백만 유로 단위의 재무 결과:
|                    | 2019   | 2018   | 2017   | 2016   | 2015   | 2014   | 2013   | 2012   | 2011   | 2010   | 2009   | 2008   |
| ------------------ | ------ | ------ | ------ | ------ | ------ | ------ | ------ | ------ | ------ | ------ | ------ | ------ |
| 매출               | 18,015 | 17,331 | 15,783 | 15,322 | 15,135 | 14,324 | 14,644 | 15,102 | 14,830 | 13,869 | 12,296 | 12,364 |
| EBITDA             | 3,220  | 2,768  | 2,578  | 2,651  | 2,751  | 2,644  | 2,520  | 2,450  | 2,513  | 2,339  | 2,060  | 2,102  |
| 경상 영업 이익     | 1,208  | 1,142  | 1,000  | 1,102  | 1,115  | 1,011  | 1,184  | 1,146  | 1,040  | 1,025  | 926    | 1,059  |
| 순이익 (그룹 지분) | 352    | 335    | 295    | 420.3  | 407.6  | 417.2  | 352    | 251    | 323    | 565    | 403    | 533    |

## 주요 지표
2022년 그룹의 주요 지표:
- 매출: 90억 유로
- 직원 수: 40,000명
- 전 세계적으로 6,800만 명이 식수 혜택을 받음
- 전 세계적으로 3,700만 명 이상이 위생 시설 혜택을 받음
- 폐기물 및 폐수에서 3.7 TWh의 에너지 생산
- 400만 톤의 CO2 배출량 감축
- R&D 및 혁신 전담 연구원 150명 이상
- 유럽 및 아시아에 9개의 기술 및 혁신 센터와 R&D 센터

## 회사 거버넌스
2025년 3월 5일 기준 경영 위원회 구성원:
- 피에르 폴리악, 임시 공동 CEO 겸 수처리 부문 최고 운영 책임자
- 이브 라누, 임시 공동 CEO 겸 재활용 및 회수 부문 최고 운영 책임자
- 캐슬린 원츠-오로크, 그룹 최고 재무 책임자, 전무 이사
- 로랑-기욤 게라, 최고 인사 책임자 겸 보건 및 안전 총괄, 전무 이사
- 스테파니 카우, 최고 커뮤니케이션, 지속 가능성 및 공공 업무 책임자, 전무 이사
- 안-소피 르 레이, 그룹 법무 고문, 전무 이사

## 주주 구성
2023년 1월 11일 기준 주식 자본 분포.
| 메리디암                                    | 39% |
| GIP                                         | 39% |
| 케즈 데 데포 에 콩시냐시옹 / CNP 어슈어런스 | 19% |
| 직원                                        | 3%  |